# 奧托·京舍
奧托·京舍（德語：Otto Günsche，1917年9月24日—2003年10月2日）是第二次世界大戰期間納粹德國武裝親衛隊的中階軍官。京舍在成為納粹德國元首阿道夫·希特勒的個人副官之前曾服役於武裝親衛隊第1師。1945年5月2日，京舍遭佔領柏林的蘇聯紅軍俘虜，並曾先後被關押於蘇聯境內的多處監獄與勞動營內；他最終於1956年5月2日自包岑監獄獲釋。

## 生平
京舍出生於耶拿。16歲時，他自中學輟學，並自願加入「阿道夫·希特勒警衛旗隊」，隨後於1934年7月1日加入納粹黨。京舍於1936年第一次見到希特勒；1940年至1941年間，他擔任希特勒的親衛隊副官。1941年1月至1942年4月30日，京舍進入親衛隊軍官學院就讀；畢業後進入武裝親衛隊第1師服役，並指揮一個裝甲擲彈兵連。1943年1月12日，京舍成為希特勒的個人副官。1943年8月至隔年2月5日間，京舍皆在東方戰線上作戰。1944年3月，他再次獲指派為希特勒的個人副官。身為希特勒的親衛隊個人副官，京舍同時也是負責保障希特勒人身安全的元首隨侍部隊的成員。戰爭期間，希特勒在參加軍事會議時，身邊均隨時會有一至兩名該部隊成員陪同。在1944年7月20日企圖行刺希特勒的事件中，京舍也在現場；炸彈爆炸的威力震破了他的耳膜，同時還使他身上多處受到挫傷。
隨著第三帝國的敗象越發明顯，希特勒要求京舍在其自殺後徹底焚毀其屍體。1945年4月30日，在希特勒與其新婚妻子伊娃·布朗在元首地堡內自殺時，京舍即在門外等待。稍後，在確認屍體已完全焚毀後，京舍於5月1日午夜過後不久離開了元首地堡。1945年5月2日，他被包圍柏林的蘇聯軍隊逮捕，隨後被送往莫斯科交由內務人民委員部審問。
京舍曾先後被關押於不同監獄內；他最終於1956年5月2日在東德的包岑獲釋。在獄期間，京舍與希特勒生前的侍從海因茨·林格提供了蘇聯大量有關希特勒的死前細節。兩人所提供的資訊稍後經內務人民委員部彙整成報告後，於1949年12月30日呈報予蘇聯領導人約瑟夫·史達林閱覽。2005年，該份報告以《希特勒之書：為史達林準備的秘密史料》的書名出版 。
2003年，京舍在北萊茵-西發利亞邦的洛馬爾家中因心臟衰竭而過世。他膝下育有三子。

## 獲獎與受勳
- 銀質重傷獎章[5][10]
- 步兵突擊獎章[11]
- 二等鐵十字勳章[11]
- 一等鐵十字勳章[11]

### 引用
1. 1 2 3 4 5 6 7  Joachimsthaler 1999，第281頁.
2. ↑  Hamilton 1984，第149頁.
3. ↑  Hoffmann 2000，第54–56頁.
4. ↑  Hoffmann 2000，第55頁.
5. 1 2  Hamilton 1984，第148頁.
6. ↑  Kershaw 2008，第954頁.
7. ↑  Kershaw 2008，第955頁.
8. ↑  Kershaw 2008，第954, 956, 957, 960頁.
9. ↑  Associated Press 2003.
10. ↑  Angolia 1987，第264頁.
11. 1 2 3  Hamilton 1984，第148–149頁.

### 圖書
- Angolia, John. . R. James Bender Publishing. 1987. ISBN 0912138149.
- Eberle, Henrik; Uhl, Matthias (编). . New York: Public Affairs. 2005. ISBN 978-1-58648-366-1.
- Hamilton, Charles. . R. James Bender Publishing. 1984. ISBN 0-912138-27-0.
- Hoffmann, Peter. . New York: Da Capo Press. 2000 [1979]. ISBN 978-0-30680-947-7.
- Joachimsthaler, Anton. . Trans. Helmut Bögler. London: Brockhampton Press. 1999 [1995]. ISBN 978-1-86019-902-8.
- Kershaw, Ian. . New York: W. W. Norton & Company. 2008. ISBN 0-393-06757-2.
- Associated Press. . The New York Times. October 14, 2003  [2017-06-17]. （原始内容存档于2016-03-11）.

## 延伸閱讀
- O'Donnell, James. . New York: Da Capo Press. 2001 [1978]. ISBN 0-306-80958-3.